# Szijazsar
A Szijazsar (Сияжар) egy erza nyelvű eposz, címét a főszereplő után kapta. Népköltészeti hagyományok alapján Vaszilij Radajev mordvin író állította össze.

## Kiadások
Az eposz első változata, ami még csupán előszót, előhangot és 19 éneket tartalmazott, mintegy 8000 sorban, 1960-ban jelent meg. A már véglegesnek tekinthető 1973-as kiadás 38 énekre, vagyis 12 000 sorra bővült. 1976-ban jelent meg az orosz és 1984-ben a magyar fordítás. Utóbbi az Európa Könyvkiadó gondozásában jelent meg, nyersfordítását Dugántsy Mária, költői megformálását Bede Anna készítette.

## Cselekmény
A Szijazsar cselekménye a XVI. század közepén, Kazany bevételének idején játszódik. A mordvinok az oroszokkal közösen harcolnak a tatárok ellen, és egymást segítve győznek. A mű központi szereplője a vadásznak és kardforgatónak egyaránt kiváló népi hős, Szijazsar.
Az eposz cselekménye összetett és bonyolult, már-már regényes: a hűség, a barátság és a szerelem, illetve az álnokság és árulás figyelemre méltó példáit, az izgalmas csatajelenetek, párbajok sorozatát a béke, a hétköznapok és az ünnepek, a közösségi és családi élet képei, érzékletes természetleírások teszik hitelessé, teljessé. A hangnem népi, helyenként romantikus felhangokkal, didaktikus fejtegetésekkel, költői tirádákkal.

## Szerkezet
A mordvin népi epikára jellemző tízszótagos sorokból épül fel. Nem tagolódik strófákra, rímei ragrímek vagy véletlen egybecsengések, legjellemzőbb hangtani díszítő eleme az alliteráció (bár ez a zenei elem itt távolról sem olyan gyakori, mint más finnségi epikákban), kedvelt költői alakzata az ismétlés és a figura etymologica.

## Magyar fordítások
- Vaszilij K. Radajev: Szijazsar – mordvin eposz. Európa Könyvkiadó, Budapest, 1984.